# Pesäneva
Pesäneva este o arie protejată (arie specială de conservare — SAC, sit de importanță comunitară — SCI, arie de protecție specială avifaunistică — SPA) din Finlanda întinsă pe o suprafață de 161 ha, integral pe uscat.

## Localizare
Centrul sitului Pesäneva este situat la coordonatele 63°48′01″N 24°50′56″E / 63.8003°N 24.8489°E.

## Înființare
Situl Pesäneva a fost declarat sit de importanță comunitară în august 1998 pentru a proteja 3 specii de animale. Alte tipuri de protecție:
- arie de protecție specială avifaunistică (în august 1998)[2]
- arie specială de conservare (în aprilie 2015)[1][3][4]

## Biodiversitate
Situată în ecoregiunea boreală, aria protejată conține 3 habitate naturale: Mlaștini alcaline, Turbării Aapa, Mlaștini împădurite.
La baza desemnării sitului se află mai multe specii protejate de  păsări (3): cocor (Grus grus), codobatura galbenă (Motacilla flava), fluierar de mlaștină (Tringa glareola).
Pe lângă speciile protejate, pe teritoriul sitului au mai fost identificate 6 specii de plante.